# مهدی‌آباد (درودزن)
مهدی‌آباد روستایی در دهستان درودزن بخش درودزن شهرستان مرودشت استان فارس ایران است.

## جمعیت
بر پایه سرشماری عمومی نفوس و مسکن در سال ۱۳۹۵ جمعیت این روستا ۳۲۲ نفر (۹۲خانوار) بوده‌است.